# Australische Leichtathletik-Meisterschaften 2014
Die 92. Australischen Leichtathletik-Meisterschaften wurden vom 3. bis 6. April 2014 im Lakeside Stadium in Melbourne ausgetragen. Die Wettkämpfe dienten auch als Qualifikationsmöglichkeit für die später im Jahr stattfinden Commonwealth Games in Glasgow.
Die 10.000-Meter-Läufe waren ausgelagert und bereits am 12. Dezember 2013 an gleicher Stelle durchgeführt worden.

## Medaillengewinner

### Frauen
| Disziplin          | Gold              | Leistung     | Silber              | Leistung     | Bronze             | Leistung     |
| ------------------ | ----------------- | ------------ | ------------------- | ------------ | ------------------ | ------------ |
| 100 m              | Sally Pearson     | 11,70 s      | Melissa Breen       | 11,90 s      | Ashleigh Whittaker | 11,95 s      |
| 200 m              | Ella Nelson       | 23,47 s      | Ashleigh Whittaker  | 23,55 s      | Anneliese Rubie    | 23,88 s      |
| 400 m              | Morgan Mitchell   | 52,22 s      | Anneliese Rubie     | 52,35 s      | Caitlin Sargent    | 52,77 s      |
| 800 m              | Brittany McGowan  | 2:02,15 min  | Selma Kajan         | 2:02,59 min  | Georgia Wassall    | 2:02,82 min  |
| 1500 m             | Zoe Buckman       | 4:10,86 min  | Heidi Gregson       | 4:11,66 min  | Jenny Blundell     | 4:12,00 min  |
| 5000 m             | Emily Brichacek   | 15:52,65 min | Eloise Wellings     | 15:53,62 min | Kate Spencer       | 16:01,06 min |
| 10.000 m           | Nikki Chapple     | 32:56,22 min | Jessica Trengove    | 33:08,26 min | Milly Clark        | 33:27,80 min |
| 100 m Hürden       | Sally Pearson     | 12,72 s      | Shannon Mccann      | 13,21 s      | Michelle Jenneke   | 13,34 s      |
| 400 m Hürden       | Lauren Wells      | 56,76 s      | Lyndsay Pekin       | 57,11 s      | Jess Gulli         | 57,60 s      |
| 3000 m Hindernis   | Victoria Mitchell | 9:42,01 min  | Madeline Heiner     | 9:48,25 min  | Genevieve Lacaze   | 10:15,55 min |
| 10.000 m Bahngehen | Tanya Holliday    | 45:08,42 min | Nicole Fagan        | 45:21,47 min | Kelly Ruddick      | 45:25,90 min |
| Hochsprung         | Eleanor Patterson | 1,92 m       | Sarah Cowley        | 1,89 m       | Zoe Timmers        | 1,86 m       |
| Stabhochsprung     | Liz Parnov        | 4,20 m       | Emma Philippe       | 4,20 m       | Jamie Scroop       | 4,10 m       |
| Weitsprung         | Brooke Stratton   | 6,70 m       | Jessica Penney      | 6,45 m       | Chelsea Jaensch    | 6,37 m       |
| Dreisprung         | Linda Leverton    | 13,93 m      | Ellen Pettitt       | 13,43 m      | Emma Knight        | 13,13 m      |
| Kugelstoßen        | Te Rina Keenan    | 15,59 m      | Kim Mulhall         | 15,00 m      | Alifatou Djibril   | 14,93 m      |
| Diskuswurf         | Dani Samuels      | 66,81 m      | Siositina Hakeai    | 55,77 m      | Taryn Gollshewsky  | 53,66 m      |
| Hammerwurf         | Lara Nielsen      | 63,11 m      | Gabrielle Neighbour | 62,47 m      | Alexandra Hulley   | 59,43 m      |
| Speerwurf          | Kim Mickle        | 64,28 m      | Kelsey-Lee Roberts  | 58,58 m      | Risa Miyashita     | 54,95 m      |
| Siebenkampf        | Sophie Stanwell   | 5621 Punkte  | Portia Bing         | 5504 Punkte  | Ashleigh Hamilton  | 5347 Punkte  |

### Männer
| Disziplin          | Gold               | Leistung            | Silber             | Leistung     | Bronze          | Leistung     |
| ------------------ | ------------------ | ------------------- | ------------------ | ------------ | --------------- | ------------ |
| 100 m              | Tim Leathart       | 10,56 s             | Banuve Tabakaucoro | 10,57 s      | Joseph Millar   | 10,61 s      |
| 200 m              | Mangar Makur Chuot | 21,08 s             | Joseph Millar      | 21,25 s      | Kevin Moore     | 21,34 s      |
| 400 m              | Steven Solomon     | 45,36 s             | Craig Burns        | 46,23 s      | Alexander Beck  | 46,33 s      |
| 800 m              | Josh Ralph         | 1:46,57 s           | Alexander Rowe     | 1:46,68 s    | Jeff Riseley    | 1:47,11 s    |
| 1500 m             | Jeff Riseley       | 3:46,47 min         | Ryan Gregson       | 3:48,01 min  | Brenton Rowe    | 3:49,27 min  |
| 5000 m             | Collis Birmingham  | 13:44,55 min        | Ben St. Lawrence   | 13:48,83 min | Brenton Rowe    | 13:55,56 min |
| 10.000 m           | Sam Chelanga       | 27:46,06 min        | Collis Birmingham  | 27:56,22 min | Harry Summers   | 28:16,05 min |
| 110 m Hürden       | Nicholas Hough     | 14,12 s             | Jack Conway        | 14,40 s      | Joshua Hawkins  | 14,42 s      |
| 400 m Hürden       | Ian Dewhurst       | 49,52 s             | Tristan Thomas     | 50,13 s      | Daniel O’Shea   | 50,74 s      |
| 3000 m Hindernis   | James Nipperess    | 8:38,87             | Youcef Abdi        | 8:53,43      | Craig Appleby   | 8:54,14      |
| 10.000 m Bahngehen | Dane Bird-Smith    | 38:57,16 min        | Chris Erickson     | 40:51,82 min | Rhydian Cowley  | 41:17,67 min |
| Hochsprung         | Nik Bojic          | 2,23 m              | Brandon Starc      | 2,20 m       | Hiromi Takahari | 2,16 m       |
| Stabhochsprung     | Joel Pocklington   | 5,25 m (im Stechen) | Matthew Boyd       | 5,15 m       | Brodie Cross    | 5,15 m       |
| Weitsprung         | Robert Crowther    | 8,03 m              | Fabrice Lapierre   | 7,87 m       | Thomas Soliman  | 7,59 m       |
| Dreisprung         | Phillips Idowu     | 16,71 m             | Alwyn Jones        | 16,37 m      | Daigo Hasegawa  | 16,23 m      |
| Kugelstoßen        | Damien Birkinhead  | 19,04 m             | Dale Stevenson     | 17,93 m      | Chris Gaviglio  | 17,30 m      |
| Diskuswurf         | Benn Harradine     | 62,23 m             | Shane Loveridge    | 55,26 m      | Marshall Hall   | 54,32 m      |
| Hammerwurf         | Tim Driesen        | 67,16 m             | Matthew Denny      | 65,13 m      | Huw Peacock     | 63,08 m      |
| Speerwurf          | Josh Robinson      | 82,48 m             | Hamish Peacock     | 80,51 m      | Luke Cann       | 78,19 m      |
| Zehnkampf          | Jake Stein         | 7564 Punkte         | Stephen Cain       | 7493 Punkte  | Kyle Cranston   | 7390 Punkte  |